# Die Unabhängigen

Logo

Die Unabhängigen (DU), oftewel "De Onafhankelijken", is een rechtspopulistische politieke partij in Liechtenstein. 
DU werd opgericht in 2013 door Harry Quaderer nadat hij de Vaderlandse Unie had verlaten. Bij de parlementsverkiezingen in 2013 behaalde de partij 15,3% van de stemmen. Bij de volgende verkiezingen groeide de partij naar 18,4%. Daarmee kreeg de partij vijf van de 25 zetels in de Landdag en werd DU de derde partij van het land.